# Phyciodes tharos
Phyciodes tharos ist ein Schmetterling aus der Familie der Edelfalter (Nymphalidae).

## Merkmale

### Falter
Die Flügelspannweite beträgt 30 bis 35 Millimeter. Die Länge der Vorderflügel beträgt 14 bis 16 Millimeter bei den Männchen, bei den Weibchen 16 bis 18 Millimeter. Die Oberseite der Flügel ist orange und dick schwarz gesäumt. Schwarze Abzeichen wie Äderungen, Flecken und Punkte ziehen sich über die Flügel. Die Unterseite der Flügel ist gelblich weiß und besitzt eine braune Äderung. Auf den Vorderflügeln befinden sich zwei deutliche braune Flecken, während auf dem Hinterflügel ein heller sichelförmiger Fleck erkennbar ist. Weibchen sind im Allgemeinen dunkler gefärbt als Männchen. Die Spitzen der Fühler sind schwarz-weiß, vor allem in ihrem südlicheren Verbreitungsgebiet weiter westlich sowie nördlich ändert sich dies in ein Orange-Schwarz wie bei Phyciodes morpheus. Im frühen Frühjahr sowie im Spätherbst tritt eine Variante der Art auf, die bräunlich gefärbt ist. Dies rührt von weniger Licht in ihrem Larvenstadium kurz vor ihrer Diapause her.

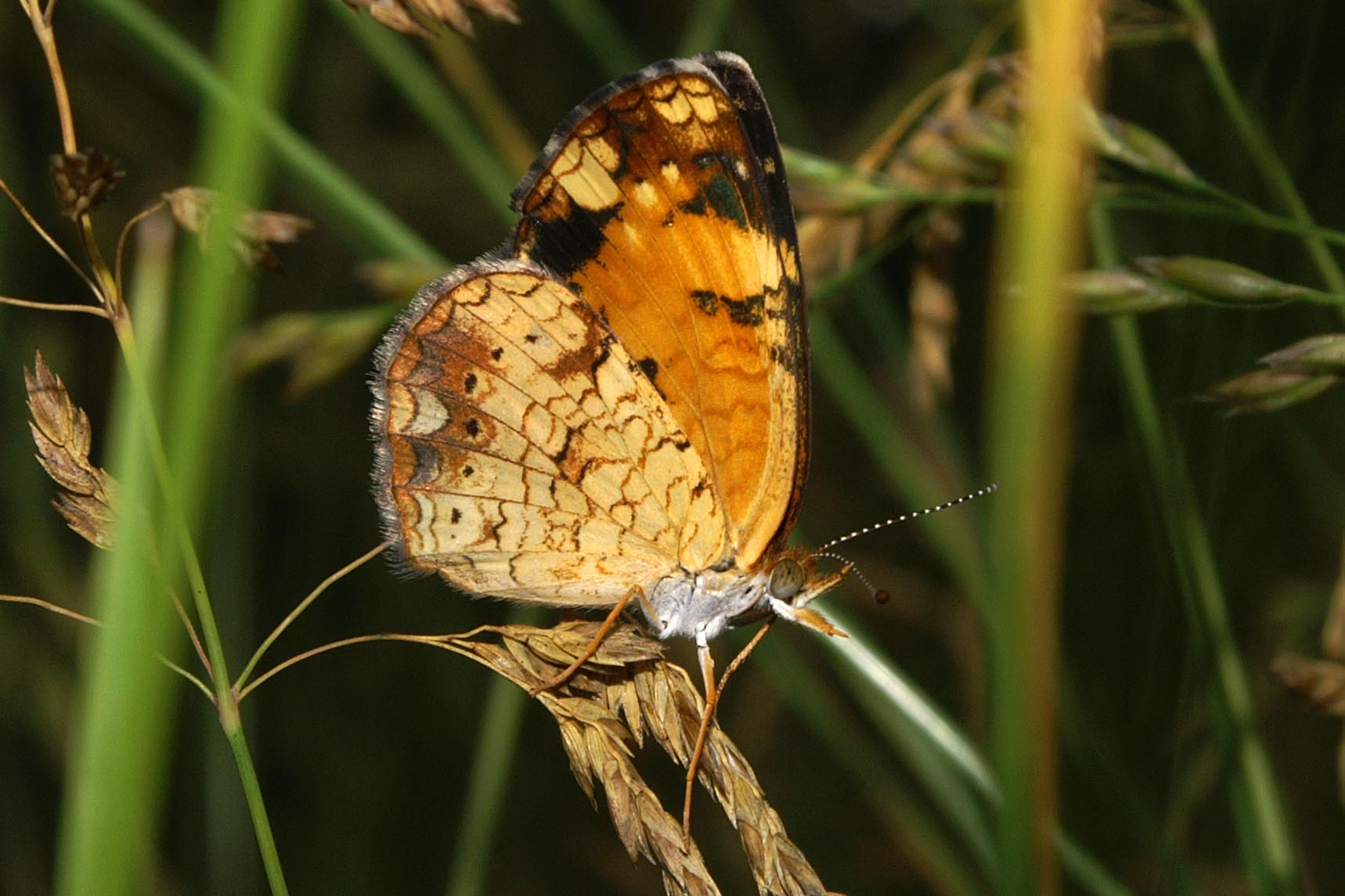
Flügelunterseite des Männchens
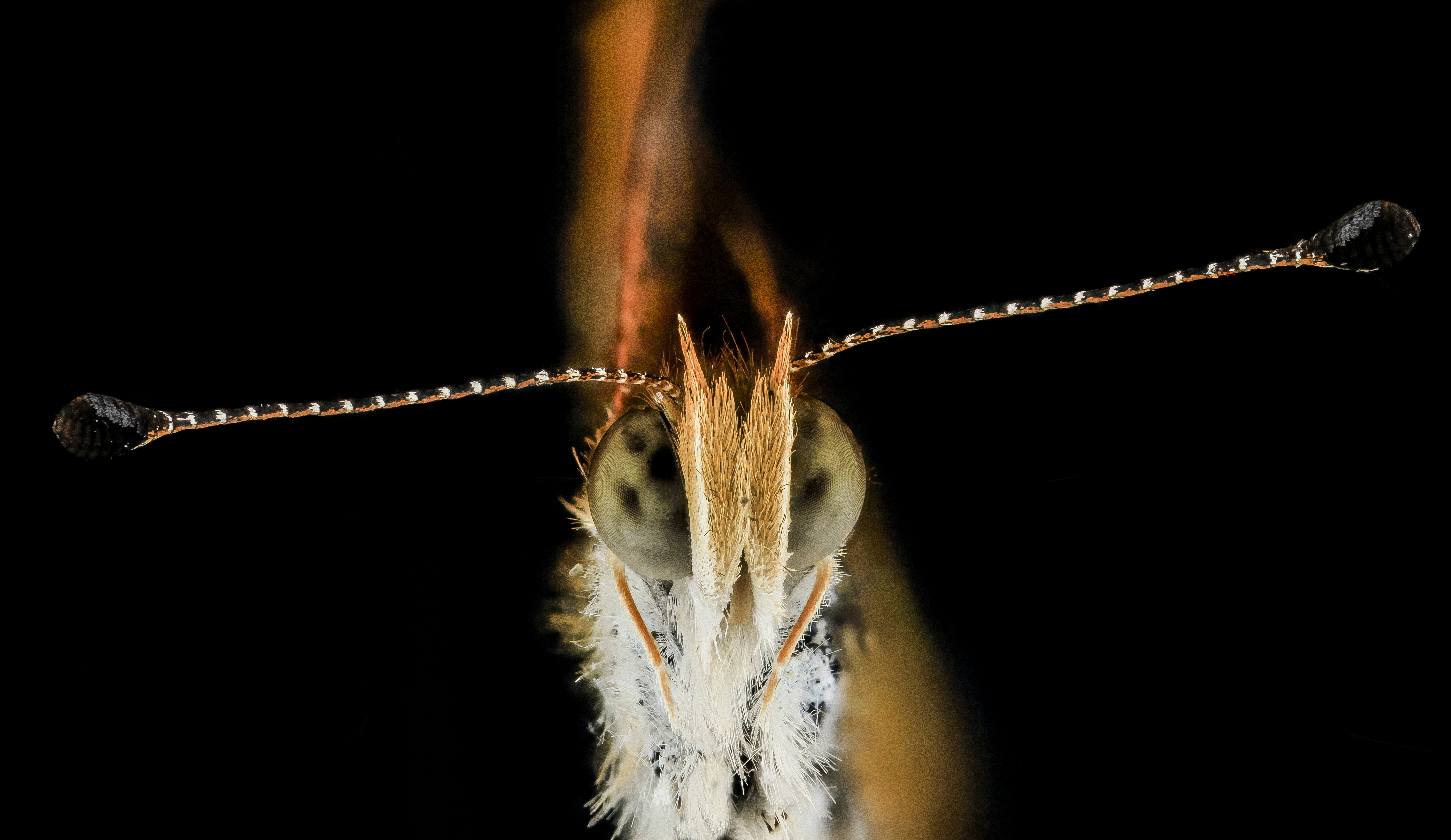
Augen

### Ei
Die Eier sind grün und werden in Gruppen von 20 bis 300 auf der Unterseite der Blätter der Wirtspflanze abgelegt. Pro Weibchen können bis zu 700 Eier gelegt werden.

### Raupe
Der Körper der Raupen ist dunkelbraun und mit kleinen weißen Punkten bedeckt. In der Mitte des Rückens verläuft eine schwarze Linie und an dessen Seiten jeweils eine cremefarbene mit schwarzen Strichen. Seitlich verlaufen cremefarbene Bänder, die schwarz eingefasst sind und eine geschwungene Linie aus weißen Punkten darüber aufweisen. Die stark verzweigten braunen Stacheln sind oft weißlich getüpfelt. Der Kopf ist schwarz mit einem cremefarbenen Dreieck sowie halbmondförmigen ebenso gefärbten Abzeichen um die Augen und einem Strich oder manchmal auch Punkt auf der Stirn.

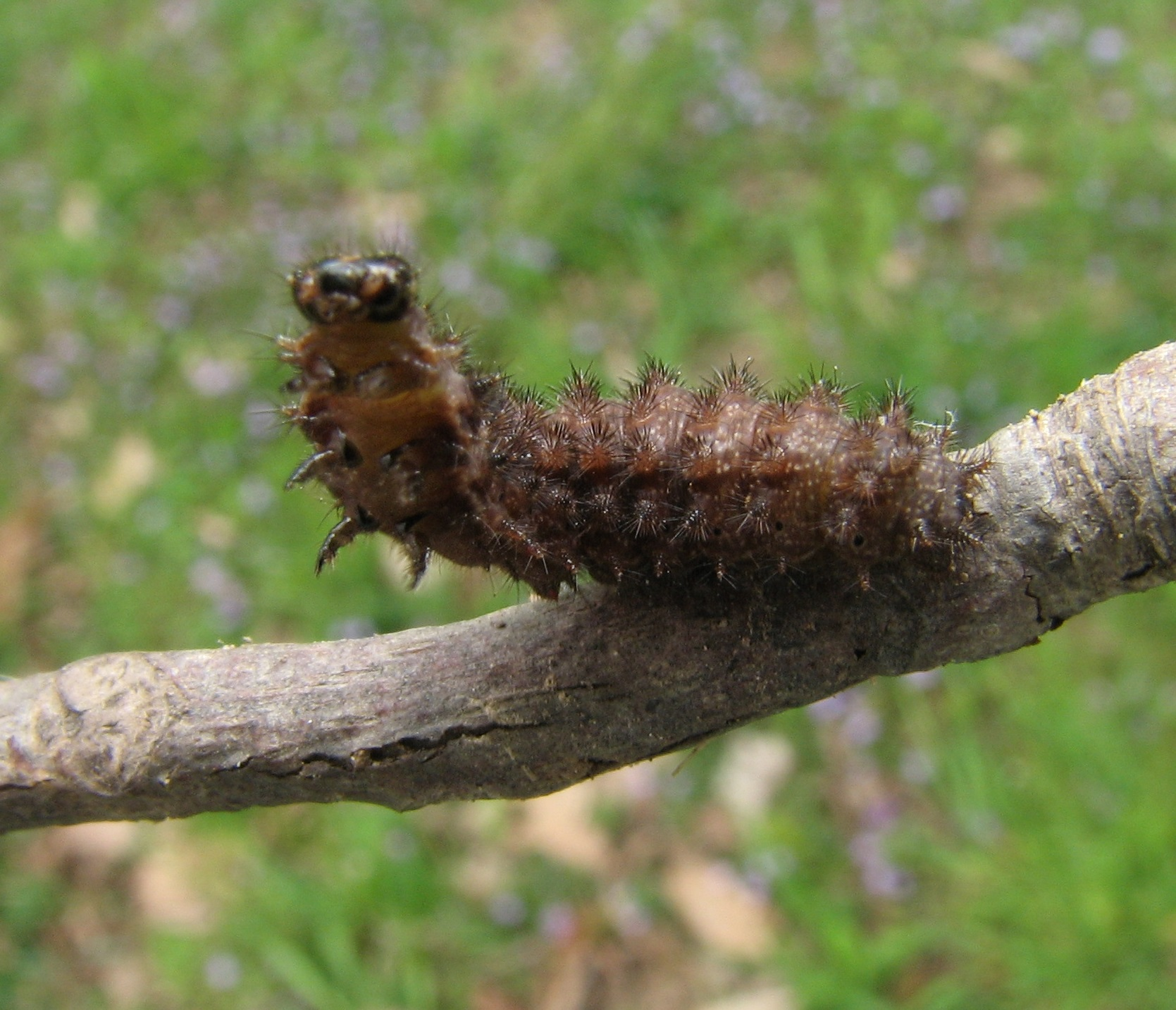
Raupe

### Puppe
Die Puppe ist cremefarben, manchmal gelblich-braun gefärbt und in der Regel oranger als bei Phyciodes morpheus. Über ihren Rücken verläuft ein querer bräunlicher Streifen bis zum Bauch, welcher seitlich ein cremefarbenes Band aufweist. Die Flügel sind gelb-braun. Von der Form ähnelt die Puppe eher der von Phyciodes morpheus als von Phyciodes batesii, welche mehr Kanten besitzt.

### Ähnliche Arten
- Phyciodes morpheus, weniger orange mit mehr schwarzen Bereichen auf der Flügeloberseite. Die Fühlerspitzen sind orange-schwarz gefärbt und die Art ist größer als P. tharos und tritt weiter südlich auf.
- Phyciodes cocyta, mit größeren orangen Bereichen auf der Oberseite der Hinterflügel.[1]
- Phyciodes batesii, wesentlich dunkler und mit einem leichten Schachbrettmuster. Männchen zeigen ein helles oranges Band auf der Oberseite der Vorderflügel.[1]

## Verhalten und Lebensweise
Die Falter lassen sich auf Wiesen mit der Nahrungspflanze gerne nieder. Hier trifft man dann teilweise hunderte der Exemplare an.
Sie fliegen in mehreren Generationen. Im Süden Texas und im Süden Floridas sind es drei bis vier von April bis Oktober. In Virginia und in New York bis zu den Ebenen Colorados von Mai bis September und in Saskatchewan sind es zwei Generationen von Mai bis August, wobei er weiter nördlich in den südlichen Teilen der kanadischen Bundesstaaten eher erst Anfang Juni mit der Flugzeit beginnt. Adulte Falter sind sehr ortstreu. Sie nehmen Nektar von einer großen Vielzahl von Blumen auf z. B. Hundsgiftgewächsen (Apocynaceae), Seidenpflanzengewächsen (Asclepiadoideae), Venuskamm (Scandix pecten-veneris), Astern (Aster) und Winterkresse (Barbarea vulgaris). Sie sind aber auch an Schlammpfützen zu sehen, wo sie Mineralien aufnehmen. Männchen patrouillieren den ganzen Tag durch ihr Territorium in der Nähe der Wirtspflanze auf der Suche nach Weibchen. Hierbei bevorzugen sie Täler. Sie hybridisieren mit Phyciodes morpheus, was auch lebensfähige Nachkommen erzeugt. P. tharos tharos und P. tharos morpheus werden in Colorado als Unterarten angesehen. In West Virginia und Virginia bis Pennsylvania gelten sie als eigene Art.
Das Männchen umwirbt das Weibchen, indem es diesem hinterherfliegt und zur Landung veranlasst. Wenn die Weibchen gelandet sind, nähert sich das Männchen von der Hinterseite, während das Weibchen die Flügel spreizt. Nun beginnt eine Art Balztanz, indem das Männchen mit den Flügeln flattert und zur Schau stellt. Mit leicht geöffneten Flügeln kriecht das Männchen zur Paarung dann unter die Hinterflügel des Weibchens. Zur Paarung bereite Weibchen sitzen währenddessen regungslos da. Sind sie nicht paarungsbereit, flattern sie mit den gespreizten Flügeln, um das Männchen zu vertreiben, oder heben ihren Bauch an, um die Paarung unmöglich zu machen. Es wurde auch schon beobachtet, wie sie sich winden oder einfach in die Vegetation fallen lassen. Manchmal fliehen sie auch anderweitig, um den Annäherungsversuchen der Männchen zu entkommen.
Die Raupen fressen verschiedene Arten von Astern (Aster). Es wird angenommen, dass sie auch vom Gelben Kronbart (Verbesina helianthoides) fressen, dies ist aber noch zweifelhaft. Bei Zuchten nahmen sie aber auch Korbblütler wie Erigeron peregrinus. In ihrem jungen Raupenstadium sind sie gesellig und befressen die Blätter ausschließlich von der Unterseite. Im dritten Stadium überwintert die Raupe.

## Verbreitung und Lebensraum
Die Art bewohnt Nordamerika von der gemäßigten Zone Kanadas wie dem Südosten Albertas, dem östlichen und südöstlichen Ontario, der Insel Manitoulin, Québec und dem Riding-Mountain-Nationalpark in Manitoba sowie allen Bundesstaaten im Osten der Vereinigten Staaten über den Süden Montanas, Wyoming, Colorado, New Mexico, Arizona bis ins südöstliche Kalifornien und zu den subtropischen Bereichen des südlichen Mexikos.
Bewohnt werden hier Feucht- und Trockenwiesen, Prärie, Wald- und Wegränder sowie Gärten und Flussufer. Sie ist auch häufig in Kiefernwäldern anzutreffen.

## Unterarten
Im ITIS-Report werden Neben der Nominatform noch zwei weitere Unterarten unterschieden:
- Phyciodes tharos tharos, (Drury, 1773) – New York. Ist allgemein heller gefärbt.[4]
- Phyciodes tharos riocolorado, Scott, 1992
- Phyciodes tharos orantain, Scott, 1998

Es werden noch weitere Unterarten unterschieden.
- Phyciodes tharos arctica (dos Passos, 1935) – Neufundland. Hat eine orangere Färbung sowie gelbe Flügelunterseiten.[4][5]
- Phyciodes tharos morpheus – Colorado, Washington.[4]

## Status
Die Art ist weit verbreitet und häufig. In manchen Teilen, vor allem an den Rändern ihres Verbreitungsgebietes, kann die Art selten sein.